# Nagia promata
Nagia promata är en fjärilsart som beskrevs av Arnold Pagenstecher 1907. Nagia promata ingår i släktet Nagia och familjen nattflyn. Inga underarter finns listade i Catalogue of Life.